# 에우데르 카마라

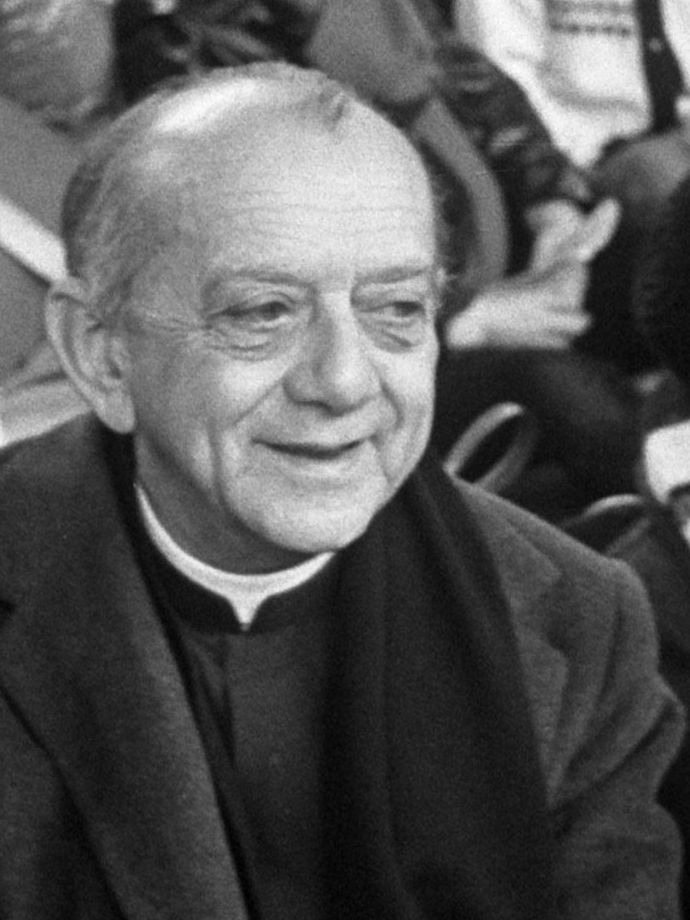
에우데르 카마라

동 에우데르 페소아 카마라(포르투갈어: Dom Hélder Pessoa Câmara, 1909년 2월 7일-1999년 8월 27일)또는 돔 헬더 까마라는 브라질의 로마 가톨릭 교회 대주교이자 해방신학자이다.

## 경력

### 유년시절
동 에우데르 카마라 대주교는 브라질 북동부 세아라주의 수도 포르탈레자(Fortaleza)에서 초등학교 교사인 어머니와 지방신문 기자였던 아버지 사이에서 태어났다. 그는 열세명의 형제자매 중 열두째였다. 의료시설이 없어서 후두염으로 다섯 형제자매를 잃는 불행을 겪기도 하였으나, 부모로부터 이웃에 대한 자비와 작문실력을 물려받았다.

### 교회에서의 활동
동 에우데르 카마라 대주교는 지혜로운 부친의 영향으로 진로를 설계하였다. 카마라 대주교의 아버지는 카마라 대주교가 어렸을 때 성당에 나가지는 않았지만, 사제는 하느님과 이웃을 위해서 살아야 한다는 것은 알고 있는 분이었다. 카마라 대주교의 복음서 묵상집인 《카마라와 함께 하는 복음》(황병렬 옮김, 생활성서 刊)에 의하면 카마라 대주교의 부친은 아들에게 이렇게 말했다.
| “ | 너는 사제가 되겠다는 말을 많이 하는데, 사제가 된다는 말이 무엇을 뜻하는지 알고 있는 거니? 얘야, 사제와 자기중심적인 태도는 결코 같이 있을 수 없는 거란다. 그건 불가능한 일이야. 사제란 자기 마음대로, 자기를 위해서 사는 사람이 아니야. 사제에게는 오직 한 가지 존재 이유 밖에 없어. 그건 다른 사람을 위해서 사는 거야. | ” |

그래서 카마라는 아버지가 말하는 사제가 되어야겠다고 생각하여 신학교에 진학했다. 신학교 시절부터 학문, 작문, 웅변 실력이 모두 뛰어날 만큼 재능이 많았던 그는 1921년 로마 가톨릭 교회 사제가 된 후에 자신의 재능을 교회를 위해 발휘하였다. 리우데자네이루 교구 보좌주교였던 그는 지역이 넓어서 지역 교회들간의 의사소통이 어려운 문제를 해결하기 위해 브라질 주교회의(CNBB)를 결성하였다. 브라질 주교회의는 세계성체대회(1955년)와 제2차 바티칸 공의회(1962년-1965년)결성을 주도하였다. 세계성체대회는 카마라 대주교가 가난한 사람들을 위해 헌신한 계기가 되었다. 성체대회가 끝난뒤 프랑스 로마 가톨릭 교회의 게를리어 추기경이 "당신의 뛰어난 재능을 가난한 이들을 위해서 쓸 생각을 왜 하지 않습니까? 빈부의 격차는 창조주에 대한 모욕입니다."라면서 성직자로서의 양심을 일깨웠던 것이다.

### 가난한 사람을 위한 삶

#### 파벨라에서의 사회복지
카마라 대주교는 빈민지역인 파벨라의 주민들을 위해 일하기 시작했다. 공공주택을 짓고, 텔레비전, 신문, 라디오에 출연하여 가난한 사람들을 위한 모금에 동참할 것을 요구했던 것이다.

#### 불평등한 현실에 눈뜨다.
하지만 동 에우데르 카마라 대주교가 사회복지사업으로는 가난이 해결되지 않는다는 것을 알게 되는 것은 그렇게 오랜 시간이 걸리지 않았다. '브라질 사회는 국민의 10퍼센트밖에 안 되는 부자들은 독일의 32배나 되는 넓은 토지를 차지하는 반면에, 대다수의 민중들은 소작인도 아닌 농업노동자로 전락해서 비참하게 살아가는 매우 평등하지 못한 사회'라는 것을 사회선교를 하면서 깨달은 것이다. 하지만 미국 등의 다국적 기업들과 결탁한 군사독재정권과 언론은 이러한 현실에 전혀 관심이 없었다. 더 부끄러운 사실은 교회가 부자와 권력자들과 결탁하여, 예언자적인 목소리를 전혀 내지 않고 있다는 것이었다. 그래서 카마라 대주교는 가난은 하느님의 창조질서에 어긋나는 것이며, 민중들이 인간으로서의 최소한의 삶과 인권을 존중받으면서 사는 세상을 만드는 것이 복음화라는 자신의 신학을 실천하기 위해 사회선교에 헌신하였다. 교황 요한 바오로 2세도 브라질 북동부 올린다와 레시페 교구의 대주교로 임명하여 카마라 대주교의 사회선교를 도왔다.

#### 행동․정의․평화운동
카마라 대주교 당시 브라질 사회는 빈부의 격차가 매우 극심하였다. 인구의 10%도 안되는 엘리트 특권층들은 국민총생산량의 60퍼센트를 차지하여 부유하게 사는 반면에, 전체 인구의 절반이나 되는 4천 5백만 명은 36크루제리오(약 8달러)도 안 되는 돈으로 한 달을 살고 있었다. 그래서 카마라 대주교는 민중을 계몽하여 자존감(자신을 소중하게 여길 줄을 아는 의식. 자존감을 가진 사람은 자신을 소중히 여기는만큼 이웃도 소중하게 여길 수 있다. 이는 자기만 사랑하고, 다른 사람은 사랑할 줄을 모르는 이기주의와는 다르다.)을 갖게 하였다.
그 실례로 동 에우데르 카마라는 청소부에게 정말 부끄럽게 여겨야 하는 것은 일하느라 거칠고 더러워진 당신의 손이 아니라, 자기중심적인 태도라고 말해주었다.
특권층과 정부에 대해서는 브라질 사회는 평등하지 못한 사회라고 비판하며 예언자적인 목소리를 내었다. 그는 로마 가톨릭 교회내 진보적인 평신도들의 모임을 지원하였으며, 지역공동체와 성인교육프로그램을 실시하였다. 또한 로마 가톨릭 교회내의 진보적인 성직자들을 단결하게 하여, 하느님의 말씀으로 불평등한 사회를 바로 잡고자 하였다.

#### 권력자들과 특권층의 탄압
엘리트 특권층들과 권력자들은 예언자적인 목소리를 내는 카마라 대주교를 미워하여,‘사회주의자’, ‘국가전복자’라고 모함하면서 탄압하였다. 온갖 방법으로 빈민가에서의 목회를 방해하였으며, 살해위협을 하기까지 하였다.

#### 하느님은 가난한 사람들 가운데 계신다.
하지만 카마라 대주교는 주님은 가난한 사람들안에 계신다는 믿음을 실천하기 위해 결코 민중들과 같이 사는 목회방식을 포기하지 않았다. 그는 행동하는 성직자였다. 그 실례로 카마라 대주교는 1965년 방 세 개짜리 서민 아파트로 이사하였으며, 주교관을 개방하여 도움이 필요한 사람들은 언제든지 드나들 수 있게 하였다. 신학교도 빈민가로 옮겨서 신학생들이 자신들이 살아가는 사회의 진짜 모습을 볼 수 있게 하였다. 1985년 로마 가톨릭 교회의 해방신학에 대한 회의적 입장으로 대주교직을 보수적인 후임자에게 맡기고 은퇴해야 했던 그는 1999년 레시페 교구에서 90세를 일기로 별세하였다. 하지만 그의 말과 행동이 일치하는 삶은 1973년 노벨평화상 수상이 거론될 정도로 세계적으로 큰 영향을 주었다.

## 어록
“세계 인구의 20퍼센트가 80퍼센트의 것을 먹어치우고, 80퍼센트가 20퍼센트를 가지고 끼니를 때웁니다. 그리고 미친 듯이 군비경쟁에 소비하는 돈은 이 지구의 빈곤을 없애고도 남을만한 거액입니다. 여러분께 제안합니다. 미움, 폭력을 없애는데 힘을 모아주십시오. 세계 빈곤을 없애는데 참여하자고 간절히 청하고 싶습니다.”(1989년 10월 2일 서울 제44차 세계성체대회 당시 에우데르 카마라 대주교가 천주교회 잡지 《생활성서》와 나눈 인터뷰)

“내가 가난한 이들에게 먹을 것을 주면 사람들은 나를 성인(聖人)이라 부르고, 내가 가난한 이들은 왜 먹을 것이 없는지 물으면 사람들은 나를 공산주의자라고 부른다.”

## 저서
- 까마라와 함께 읽는 복음/황종렬 옮김/생활성서
- 평화혁명/김윤주 옮김/분도출판사
- 나는 이 쓸모없는 열쇠들을 좋아한다/최정오 옮김/청파사